# Силуете
ВИС Силуете су један од првих београдских рокенрол састава.

## Историја

### Оснивање групе
ВИС Силуете су основане 20. октобра 1961. године у Београду, и то после гледања филма Весели клуб младих са Клиф Ричардом (Cliff Richard) и групом Шедоус (The Shadows). Како су били под великим утицајем Шедоусa, они су и својој групи дали слично име. 
Оригиналну поставу су чинили: Зоран Мишчевић (вокал и бас), Бранко Глушчевић (ритам гитара), Илија Ика Станић (соло гитара), Зоран Симјановић (клавијатуре) и Мирослав Минић Мине (бубњеви).

### 1961
Прву прилику за већи наступ пружа им Ђорђе Марјановић, једна од највећих звезда Ex-Yu естраде. Он им је помогао да направе своје прве кораке на музичкој сцени јер им је омогућио да свирају пред стотинама његових обожавалаца на његовим наступима. Први већи наступ имали су у Дому културе Вук Караџић у Београду под називом Концерт за карикатуру и твист, а затим су редовно свирали у Таш кафеу, Еуридици, дансингу Градског подрума и Дому омладине. Међутим, њихов бубњар Мине се разболео, па га је замењивао тада непознати Владимир Фурдуј Фурда (касније у "Елипсама“, "Корни групи" и у фолк групи "Јужни ветар").

### 1963-1964
Током лета 1963. године долази до првих персоналних промена у групи. Зоран Симјановић прелази у Елипсе, тако да је гитариста Илија Станић принуђен да даље настави са новим члановима.
Бранко Глушчевић, сада као басиста, и Зоран Мишчевић, појачани соло гитаристом Божидаром Ларијем Плесничарем из Марибора и ритам гитаристом Слободаном Михајловићем оснивају Луталице. Поред тога, Мишчевић повремено наступа са још једном београдском групом - Сафири.
После победе Луталица на Гитаријади (30. март 1964. године), група престаје са радом, а Зоран Мишчевић се враћа у Силуете.
У то време са Силуетама наступа и певач Томислав Томи Совиљ.
Крајем 1964. године група се цепа на два дела. Томи Совиљ формира своје Силуете, и са њима снима 1966. године сингл за Дискотон. Касније, он одлази у иностранство, и наступа по америчким клубовима.

### 1965.
1965. године Силуете су својим изгледом, нарочито са дугим косама, шокирали ондашњу јавност, и то после неколико наступа на ТВ. Слободно се може рећи да су тадашњи снимци - видео-клипови, били први музички спотови у свету - у данашњем смислу те речи. Срђан Карановић, у то време студент режије, снима за телевизију портрет о њима под називом Учио сам две године контрабас. Својом појавом Силуете су изазивале пажњу на сваком месту, а учествовали су и у неколико happening-a и performance-a у Београду и Загребу, младе сликарке Оље Ивањицки. Невероватна популарност Силуета је бивала све већа и већа из дана у дан, а Зоран Мишчевић је једна од првих мега звезда. Обожаватељке су га јуриле на концертима - игранкама и по улицама у градовима широм Југославије само до би се дочепале неколико власи његове дуге плаве косе. За дочек 1968. године Силуете свирају у Дому омладине у Београду концерт у трајању од двадесет три часа.

### 1966-1969.
У периоду од 1966. године до 1968. године, Силуете прати репутација скандал групе - ломљава гитара и флаша на бини, скидање пред публиком и туче са слушаоцима. 
Јануара 1968. године на концерту у Сарајеву изазивају праву хистерију са ломљењем столица, а Мишчевићу су у гужви исцепали кошуљу, покидали златни ланац, менаџеру групе украли новчаник, а клавијатуристи Љуби Ђорђевићу разбили боцу о главу. У Новом Саду су се потукли са публиком, поломили гитаре, а разјарена публика им је оштетила возило.
1968. године и 1969. године Силуете су покушале да направе и каријеру ван Југославије, те одлазе у Аустрију и Немачку, а свирају и по многим ноћним клубовима по Западној Европи, али све то им не доноси успех, те се они, један по један, после распада групе 1969. године враћају у Југославију.

### 1973-1979
Зоран Мишчевић остаје у Немачкој све до 1973. године наступајући са једном италијанском групом, а по повратку у Југославију, потпуно заборављен, 1973. године поново окупља Силуете у још једном покушају да се врате на музичку сцену. Међутим, тај покушај пропада јер њихов folk rock покушај не даје очекиване резултате.
Током 1975. године Зоран Мишчевић наступа по хотелима, да би 1976. године поново формирао Силуете са младим музичарима, али и верним сарадником Љубом Ђорђевићем. Снимају сингл Поноћни воз, и редовно наступају по мањим местима у Србији, а са Лидијом Велковском, бившом мис Југославије, снимају сингл Македонско девојче. 
Тих година Силуете се повремено појављују на великим концертима, а Зоран обавезно пева тему Док су биле Силуете, Дугмићи су били мало дете што је представљало варијацију на песму Кад бих био бијело дугме групе Бијело дугме. Тако су се Силуете појавиле и на концерту Бијелог дугмета на стадиону ЈНА септембра 1979. године.
Силуете нису снимиле много плоча, а и оно што је снимљено није продато у већем броју примерака, јер никада нису упели да пренесу свој „живи“ звук у студио, и да звуче као на живим наступима. Али, и поред тога, или управо због тога, Силуете заузимају истакнуто место у историји rock'n'roll-a у Југославији. 
У јесен 1986. године, после дуге болести, умро је клавијатуриста Љуба Ђорђевић, а певач Зоран Мишчевић је умро 4. априла 1995. године, не подуго после повратничког концерта који су одржали у башти клуба КСТ.

## Чланови Силуета
- Зоран Мишчевић - Зоки (вокал, бас-гитара)
- Душко Селић (бубњеви)
- Бранко Глушчевић (ритам гитара, бас-гитара)
- Илија Станић - Ика (соло гитара)
- Мирослав Минић - Мине (бубњеви)
- Владимир Фурдуј - Фурда (бубњеви)
- Зоран Симјановић - Симке (клавијатуре)
- Љуба Ђорђевић (клавијатуре)
- Дејан Дуњић (бас-гитара)
- Слободан Тодоровић (соло гитара)
- Јован Мишевић (бубњеви)
- Миомир Петровић - Крака (ритам гитара)
- Томислав Совиљ - Томи (вокал)
- Драган Јелић - Драги (соло гитара)
- Драган Вукелић (електрични клавир)
- Слободан Орлић - Боба (бас-гитара)
- Зоран Дашић - Даша (ритам гитара)
- Ратислав Ђелмаш - Раша (бубњеви)
- Радомир Дубичанин (бубњеви)
- Александар Цветковић (бас-гитара)
- Бранислав Мирић - Бабура (бас-гитара)
- Михајло Поповић - Бата (бубњеви)
- Чедомир Петровић - Чеда (бубњеви)
- Слободан Бирташевић - Боби Блу (соло гитара)
- Врачко (бас-гитара)
- Никола Чутурило - Чутура (ритам гитара)
- Јоца Џози (соло гитара)
- Драган Мајсторовић - Трле, Трца (бас-гитара)
- Бобан Бирташевић (соло гитара)
- Саша Несторовић - Сани (бубњеви)

## Дискографија

### Синглови
- 1966. ВИС Силуете, (Твој рођендан - Sha la la la lie, Најдражи сан - Walk in the room, Ухвати ветар - Catch the wind, Кети - Katy), Дискос
- 1967. Силуете, (Мој срећан дом - I washed my hands, Узми или остави - Take it, or leave it, Ноћ за љубав - With a girl like you, Дона – Donna), Дискос
- 1967. Силуете, (Плакаћу сутра - I'll cry tomorrow, Тражио сам кишу, Волети неког - To love somebody, Раскид), Дискос
- 1969. Силуете, (Сећање на Кети, Досадан дан), ПГП РТБ

### CD
- ВИС Силуете, компакт-диск (ПГП РТС, 2000)

### Компилација
- Сјај изгубљене љубави (Комуна, 1994)